# Елеуса
Елеуса (грч. Ελεούσα) је насељено место у општини Илиџијево у периферији Средишња Македонија, Грчка. Према попису из 2021. године било је 363 становника.
Према бугарском географу и историчару, Василу Канчову, у Елеуси је 1900. године живело 250 Турака. Године 1924. године турско становништво је принудно исељено у Турску а на њихово место су насељене грчке избегличке породице, којих је на попису из 1928. године било 244. Село се раније звало Дауча.